# Jacob Lopez
Jacob Lopez (Granada Hills, California, 11 de marzo de 1998), es un jugador profesional estadounidense de béisbol que se desempeña en la posición de lanzador en Athletics, equipo de las Grandes Ligas de Béisbol (MLB).

## Carrera
Lopez hizo su debut en la MLB con el equipo Tampa Bay Rays, en el cual jugó dos temporadas (2023-2024), después pasó a Athletics.